# カルメル＝エ＝ル＝ヴィアラ
カルメル＝エ＝ル＝ヴィアラ （Calmels-et-le-Viala）は、フランス、オクシタニー地域圏、アヴェロン県のコミューン。

## 地理

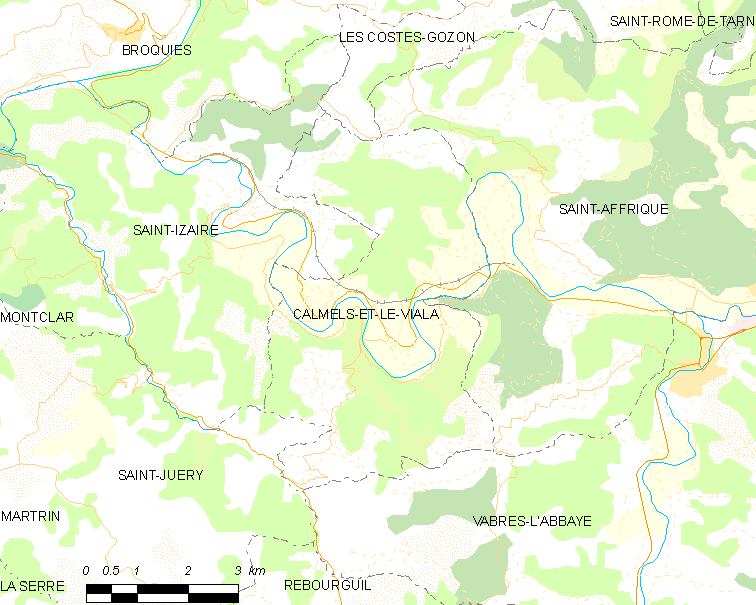
カルメル＝エ＝ル＝ヴィアラの位置

ドゥルドゥ・ド・カマレス川に伸びた岬の350m上にあるヴィアラの村は、ルジエ・ド・カマレス地方（fr）の中心にあたる、ドゥルドゥ・ド・カマレス川の沖積谷に広がるコミューンの管轄地域に張り出している。

## 歴史
彫刻メンヒル（fr）がコミューンで発見され、ロデーズのフェナイユ博物館やサン＝ジェルマン＝アン＝レーの国立考古学博物館で展示されている。
古代には銅山が開発された。
中世には、教会はヴァブル司教座の影響下にあった。

## 人口統計
2016年時点のコミューン人口は210人で、2011年時点の人口より7.89%減少した。
| 1962年 | 1968年 | 1975年 | 1982年 | 1990年 | 1999年 | 2006年 | 2015年 |
| ------ | ------ | ------ | ------ | ------ | ------ | ------ | ------ |
| 339    | 303    | 239    | 211    | 214    | 207    | 236    | 210    |

参照元:1962年から1999年までは複数コミューンに住所登録をする者の重複分を除いたもの。それ以降は当該コミューンの人口統計によるもの。1999年までEHESS/Cassini、2006年以降INSEE

## 史跡

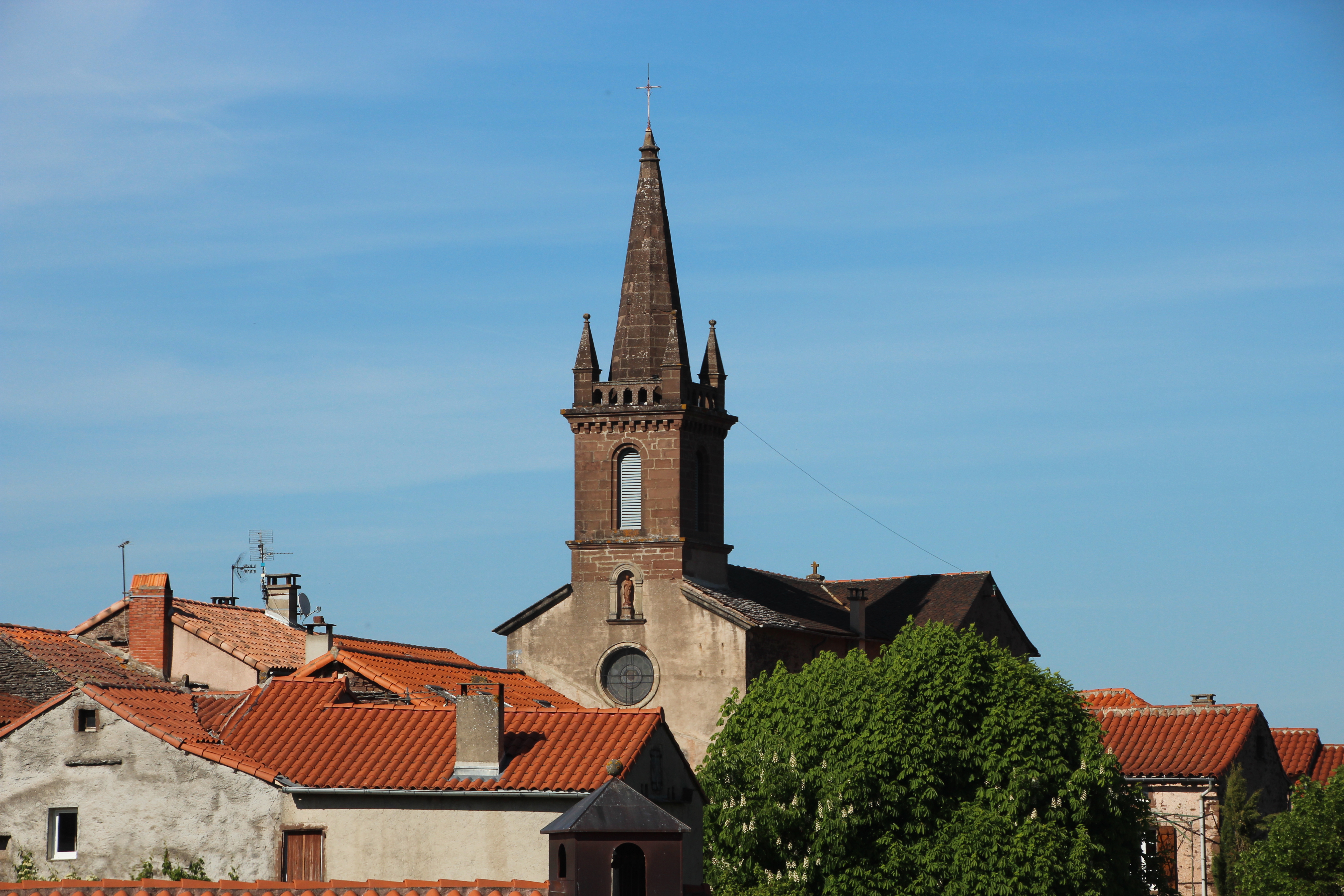
ヴィアラ・デュ・ドゥルドゥ教会

- ヴィアラ・デュ・ドゥルドゥ教会 - 1660年建設の鐘楼が歴史的記念物[5]